# NGC 6939
NGC 6939 è un ammasso aperto visibile nella costellazione di Cefeo.

## Osservazione

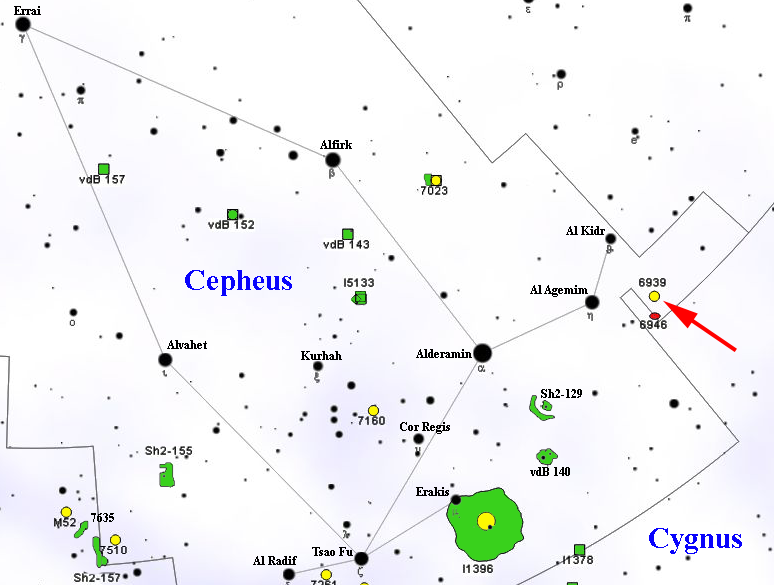
Mappa per individuare NGC 6939.

È visibile 1,5 gradi a sudovest della stella η Cephei; si tratta di un piccolo ammasso le cui due stelle principali, che brillano di decima magnitudine, sono poste ai vertici di nordovest e sudest dell'oggetto, mentre le componenti centrali sono di magnitudine a partire dalla 12. Un binocolo 10x50 è sufficiente per scorgerlo ma permette di intravedere solo una leggera chiazza chiara; con un telescopio di 100mm di apertura appare invece già in massima parte risolto, mentre con uno strumento da 200mm si contano diverse decine di stelle fino alla magnitudine 14 e nessuna nebulosità apparente di fondo.
La declinazione molto settentrionale di quest'ammasso favorisce notevolmente gli osservatori dell'emisfero nord; dalle regioni boreali si presenta estremamente alto nel cielo nelle notti d'estate, mentre dall'emisfero australe resta sempre molto basso e nelle regioni lontane dai tropici non è osservabile. Il periodo migliore per la sua osservazione nel cielo serale è quello compreso fra giugno e novembre.

## Storia delle osservazioni
NGC 6939 venne individuato per la prima volta da William Herschel nel 1798, attraverso un telescopio riflettore da 18,7 pollici; il figlio John Herschel lo inserì nel General Catalogue of Nebulae and Clusters col numero 2083.

## Caratteristiche
NGC 6939 è un ammasso piuttosto evoluto situato ad una latitudine galattica piuttosto elevata; la sua distanza è stimata sui 1185 parsec (3860 anni luce) e ricade così all'interno del Braccio di Orione, in corrispondenza di una regione molto ricca di nubi molecolari per via della presenza della Fenditura del Cigno. La sua distanza dal centro della Via Lattea è stimata sui 9700 parsec.
La sua età, determinata tramite studi fotometrici e probabilmente compresa fra 1,0 e 1,3 miliardi di anni, lo rende un ammasso piuttosto vecchio, anche se non fra i più vecchi conosciuti; al suo interno sono state rilevate evidenze che alcune delle sue componenti possano essere stelle doppie. Poche delle sue componenti sono state identificate come stelle variabili: ne sono infatti note soltanto sei fra le giganti rosse, due delle quali sono variabili a eclisse del tipo Algol e una del tipo W Ursae Majoris, quest'ultima nota come V466 Cephei.